# Tristana (chanson)
Pour les articles homonymes, voir Tristana.
Singles de Mylène Farmer
Libertine
(1986) Sans contrefaçon
(1987)
Tristana est une chanson de Mylène Farmer, sortie le 12 février 1987.
Sur une musique de Laurent Boutonnat introduite par une flûte de Pan, Mylène Farmer écrit un texte faisant référence à Anna Karénine de Léon Tolstoï. C'est à partir de ce titre que Mylène Farmer écrit elle-même les paroles de toutes ses chansons.
Tout comme pour Libertine (le single précédent), Tristana bénéficie d'un vidéo-clip très remarqué réalisé par Laurent Boutonnat : d'une durée de près de 12 minutes, il sera nommé en tant que « Meilleur clip de l'année » aux Victoires de la musique. Inspiré du conte des Frères Grimm Blanche-Neige et les sept nains, l'histoire du clip se déroule en Russie afin d'appuyer la musicalité slave de la chanson.
Tristana connait un grand succès, atteignant la 7e place du Top 50, et est alors intégré au premier album de Mylène Farmer, Cendres de lune, qui est réédité pour l'occasion.

## Contexte et écriture
Alors qu'elle vient de sortir son premier album Cendres de lune et qu'elle commence à connaître un grand succès avec Libertine, Mylène Farmer annonce durant l'été 1986 travailler sur une nouvelle chanson, qu'elle souhaite complètement différente de Libertine.

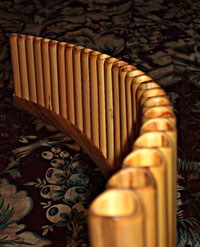
Le naï est une flûte de Pan moldo-roumaine.

Laurent Boutonnat compose une musique à base de flûte de Pan, et a déjà en tête des images de loups et de plaines enneigées pour son prochain clip.
Sur cette musique ayant « une couleur slave, une atmosphère d'Ukraine », Mylène Farmer écrit le texte mélancolique de Tristana. Contrairement à ce que pourrait laisser penser le titre de la chanson, le texte ne fait pas référence au film Tristana de Luis Buñuel mais au roman Anna Karénine de Tolstoï.
C'est à cette époque que naît la collaboration de Mylène Farmer et Laurent Boutonnat avec l'ingénieur du son Thierry Rogen, qui accompagne le duo pendant plusieurs années et remixe (avec Boutonnat) tous les singles de la chanteuse jusqu'en 1992.
Tristana est alors intégré à l'album Cendres de lune, qui est réédité pour l'occasion au printemps 1987.

## Sortie et accueil critique

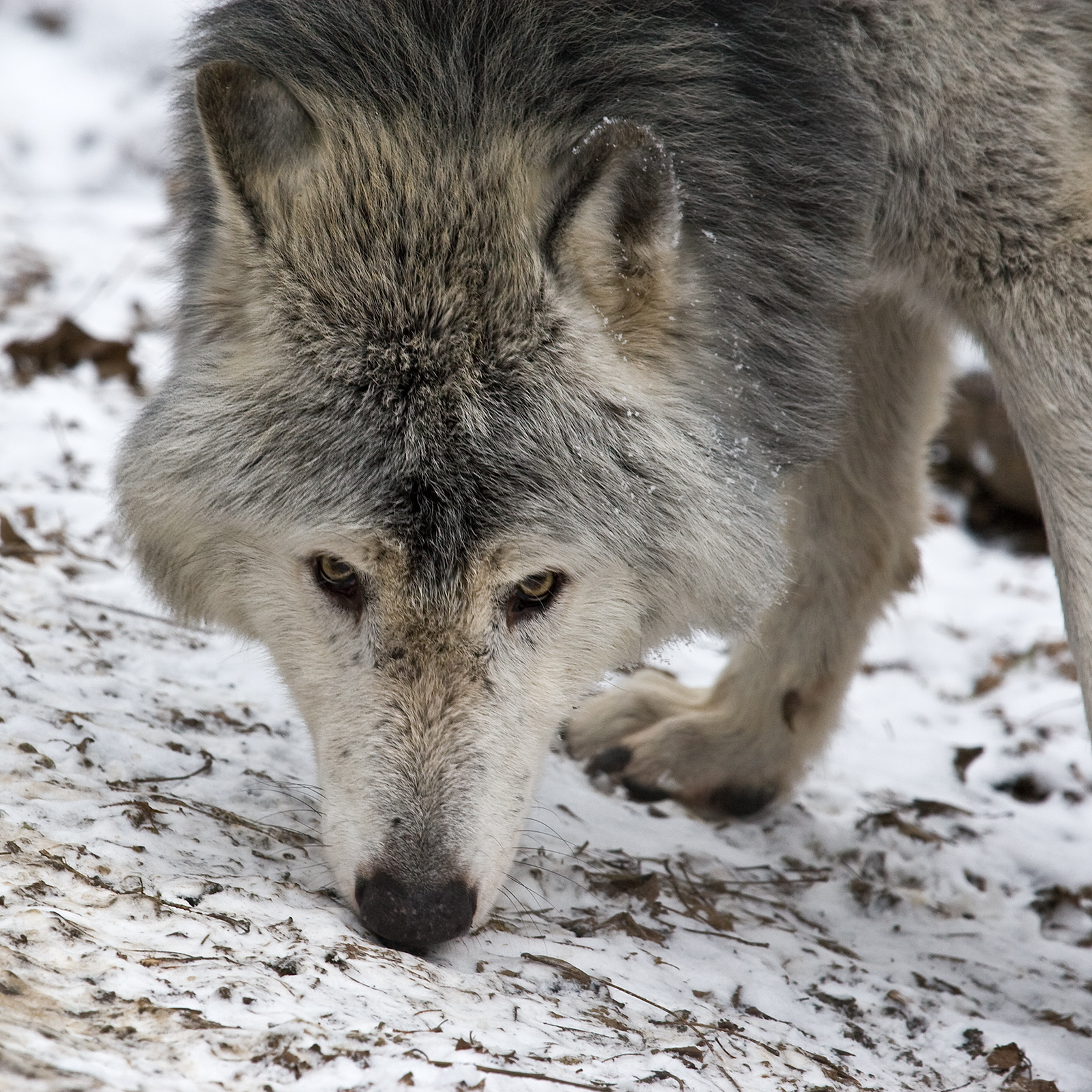
La pochette du maxi 45 tours est une peinture représentant un loup.

Le 45 tours de Tristana sort le 12 février 1987, avec Au bout de la nuit en face B (une chanson déjà présente sur l'album Cendres de lune). La pochette du 45 tours montre une photo de Mylène Farmer prise par Christophe Mourthé, tandis que celle du maxi 45 tours représente la peinture d'un loup hurlant sous un clair de lune.
Tout comme pour Libertine, la bande originale du clip sortira en maxi 45 tours quelques mois plus tard, en octobre 1987.

### Critiques
- « Moins "rentre-dedans" que Libertine, Tristana révèle néanmoins un charme indéniable. » (Rock Music)[9]
- « Un des meilleurs titres de Mylène Farmer. » (Télé Moustique)[10]
- « Une musique superbement peaufinée. » (Foto Music)[11]
- « Tristana lui ressemble à tel point qu'on ne sait si c'est Tristana qui chante Mylène ou le contraire. » (Pilote et Charlie)[12]
- « Avec Tristana, Mylène Farmer s'impose comme l'une des nouvelles grandes de la chanson française. » (Les grands de la variété)[13]
- « Ce single n'est pas simplement une chanson de plus, c'est un petit bijou précieux qui ressemble à son héroïne. » (Cool)[3]
- « Une fois encore, ce 45 tours révèle l'univers original de Miss Farmer. » (Graffiti)[14]

## Vidéo-clip

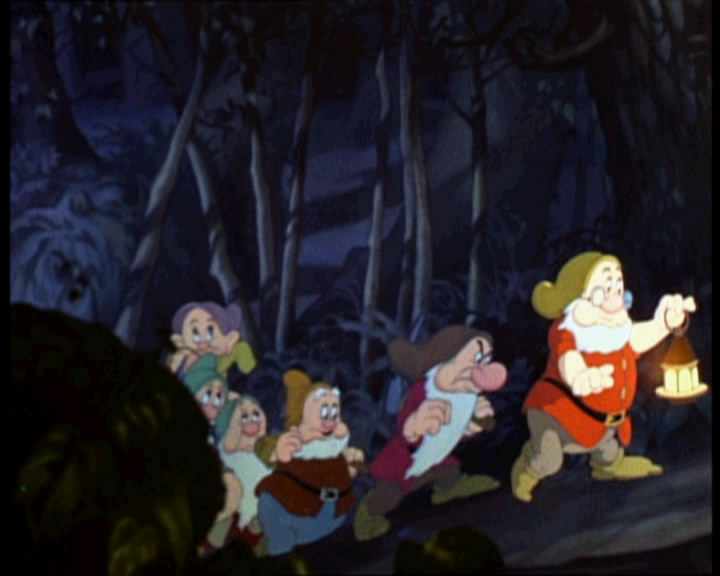
Le clip de Tristana est une adaptation du conte Blanche-Neige et les sept nains.

Dès l'automne 1986, Laurent Boutonnat envisage de tourner un clip avec des loups et des plaines enneigées.
Continuant sur leur lancée de clips s'apparentant à des courts métrages, Mylène Farmer et lui décident d'adapter le conte des Frères Grimm, Blanche-Neige et les sept nains, qu'ils transposent en Russie afin d'appuyer l'ambiance slave de la chanson. D'une durée de près de 12 minutes, le clip est tourné en cinémascope pendant cinq jours à La Chapelle-en-Vercors et Font d'Urle en avril 1987, et les scènes d'intérieur aux Studios SETS.
Hormis Blanche-Neige et les sept nains, le clip s'inspire des films Le cuirassé Potemkine de Sergueï Eisenstein, Le Docteur Jivago de David Lean, ainsi que du film biélorusse La Chasse sauvage du roi Stakh. Des images d'archives de la révolution russe d'octobre 1917 sont également diffusées.
Sophie Tellier (la rivale du clip de Libertine) interprète la Tsarine. Rasoukine est joué par Vladimir Ivtchenko et le moine par Sacha Prijovic. André Bouchet (futur Passe-Partout de l'émission Fort Boyard) fait partie des sept nains. C'est le seul clip où l'on peut entendre Mylène Farmer parler : elle s'y exprime en russe, langue qu'elle a étudiée au lycée.

### Synopsis

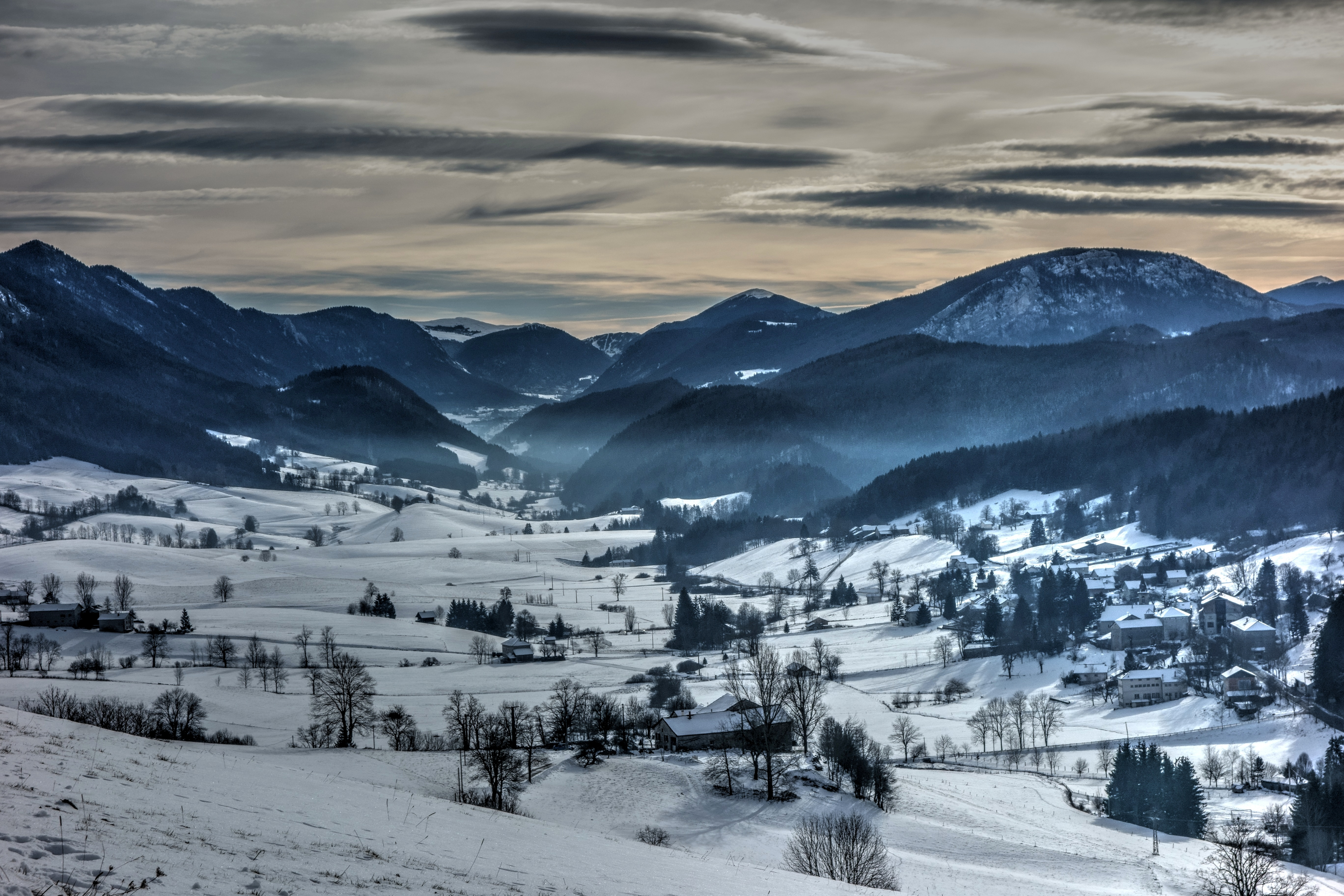
Le clip de Tristana a été tourné dans le Vercors.

Au cœur des plaines de Russie, dans un château, une cruelle Tsarine convoque son fidèle serviteur, un Moine, pour avoir des nouvelles du Royaume. Celui-ci l'informe que la révolte couve, mais la tsarine ne veut savoir qu'une chose : est-elle toujours « la plus belle du Royaume » ?
Gêné, le moine l'informe de la beauté de la jeune Tristana, dont on dit que la peau est plus douce qu'une pêche. Folle de rage, la tsarine ordonne au moine de la tuer et de lui ramener sa « peau de pêche ».
Dans la forêt enneigée, Tristana s'amuse avec son amoureux, Rasoukine, lorsque le Moine et ses sbires arrivent. Afin de protéger Tristana à qui il ordonne de s'enfuir, Rasoukine fait diversion : rattrapé, il se fait taillader le visage à l'épée et est laissé pour mort. Tristana est recueillie dans une chaumière par sept nains, où un portrait de Karl Marx trône dans le salon.

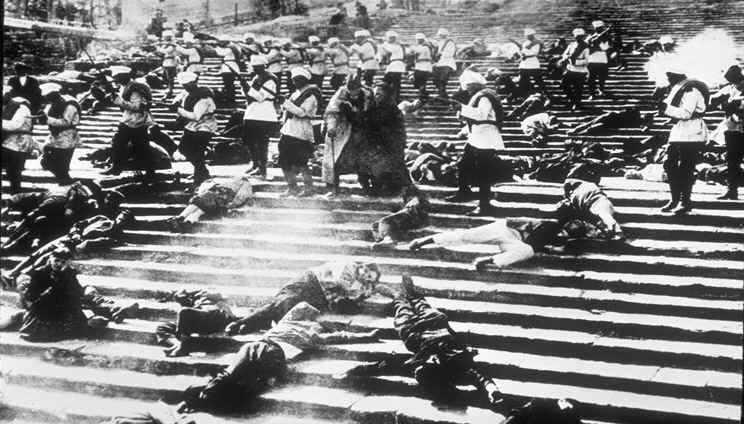
Certaines scènes du clip s'inspirent du film Le cuirassé Potemkine de Sergueï Eisenstein.

Le Moine rapporte à la Tsarine l'épée qui a blessé Rasoukine. Tandis que celle-ci lèche le sang qui la macule, ses yeux se mettent à se révulser et des images d'archives apparaissent à l'écran (Lénine faisant des discours enflammés, un peuple révolté qui se fait massacrer...).
Au petit matin, alors que les Nains vont travailler, Tristana pense à Rasoukine et ne perçoit pas le danger : la Tsarine, déguisée en Sorcière, s'approche d'elle.
Une giclée de sang éclabousse le portrait de Marx. La Tsarine prend alors la fuite, accompagnée du Moine, et finira dévorée par les loups. Le Moine, lui, périra gelé.
Au chevet de Tristana, les Nains sont inconsolables. Rasoukine entre alors dans la pièce et dépose un baiser sur ses lèvres froides.
Suivi par les Nains, il porte le corps de Tristana dans ses bras et se dirige vers un lieu lumineux et immaculé.
Les yeux embués, il lui demande : « Tristana, es-tu vivante ou es-tu morte ? ». La voix de Tristana lui répond : « Je ne sais pas ». Tandis que le rire de Tristana résonne, Rasoukine lui adresse un dernier « Je t'aime ».

### Sortie et accueil
Présenté en avant-première le 6 mai 1987 au cinéma UGC Normandie sur les Champs-Élysées, le clip est diffusé pour la première fois à la télévision dans l'émission Les enfants du rock sur Antenne 2 le 16 mai.
Les critiques sont une nouvelle fois unanimes :
- « Alors là, on ne sait pas comment appeler ça. Un clip, un court métrage, un film tout simplement peut-être. » (Stratégies)[19]
- « Un clip comme on n'en a jamais fait en France. Du cinématographe comme à son apogée. Du calibre des clips de Michael Jackson. » (Top 50)[20]
- « Plus qu'un clip, Tristana est un véritable court-métrage aux images féériques. » (Télé poche)[21]
- « Un film-clip superbe. » (Intimité)[22]
- « Inspiré librement de Blanche-Neige et les sept nains, Laurent Boutonnat frappe encore très fort. » (Graffiti)[23]
- « Le clip est, une fois encore, un véritable film avec un scénario et une atmosphère qui ne se contentent pas d'illustrer la chanson, mais lui sont complémentaires, lui apportant un nouvel éclairage, une autre dimension. »[24]

Diffusé fréquemment à la télévision, Tristana sera nommé en tant que « Meilleur clip de l'année » aux Victoires de la musique.

## Promotion
Mylène Farmer interprète Tristana pour la première fois à la télévision le 19 février 1987 dans l'émission C'est encore mieux l'après-midi sur TF1.
C'est avec ce titre que Mylène Farmer s'entoure pour la première fois de deux danseuses : à chaque prestation, elle est ainsi accompagnée de Sophie Tellier et Dominique Martinelli, effectuant une chorégraphie créée par elle-même.
 
Elle chantera Tristana une vingtaine de fois à la télévision en 1987, notamment dans les émissions très populaires La Classe, Cocoricocoboy, À la folie, pas du tout ou encore Embarquement immédiat.

## Classements hebdomadaires
Sorti en février 1987, Tristana entre au Top 50 à la 33e place et montera de semaine en semaine jusqu'à atteindre la 7e place.
Il restera classé durant 21 semaines et sera certifié disque d'argent pour près de 300 000 ventes.
En 2018, Tristana atteint la 5e place des ventes de singles en France à la suite de la réédition du Maxi 45 tours par Universal.
| Classement (1987)  | Meilleure position |
| ------------------ | ------------------ |
| Europe (Ventes)    | 50                 |
| France (Ventes)    | 7                  |
| France (Radios AM) | 13                 |
| France (Radios FM) | 6                  |
| France (Clubs)     | 2                  |
| Québec             | 17                 |

| Classement (2018) | Meilleure position |
| ----------------- | ------------------ |
| France (Ventes)   | 5                  |

## Liste des supports
| A. | Tristana           | Mylène Farmer | Laurent Boutonnat | 4:30 |
| B. | Au bout de la nuit | Mylène Farmer | Laurent Boutonnat | 4:18 |

| A. | Tristana     | 4:30 |
| B. | Maman a tort | 4:08 |

| A.  | Tristana (Remix Club) | 7:10 |
| B1. | Tristana (Wolf Mix)   | 4:30 |
| B2. | Au bout de la nuit    | 4:18 |

| A1. | Ouverture                          | 2:15  |
| A2. | Tristana                           | 4:30  |
| A3. | Adieu Tristana                     | 4:00  |
| B.  | Tristana (Bande Originale du clip) | 11:25 |

| 1. | Tristana (Remix club) | 7:10 |
| 2. | Ouverture             | 2:15 |
| 3. | Adieu Tristana        | 4:00 |
| 4. | Tristana              | 4:30 |

## Crédits
- Paroles : Mylène Farmer
- Musique : Laurent Boutonnat
- Production, arrangements et réalisation : Laurent Boutonnat
- Prise de son et mixage : Thierry Rogen
- Claviers acoustiques et synthétiseurs : Laurent Boutonnat
- Guitares : Slim Pezin
- Batterie : Gilles Chouard
- Studio : Le Matin Calme
- Éditions : Bertrand Le Page et Polygram Music[35]

## Interprétations en concert

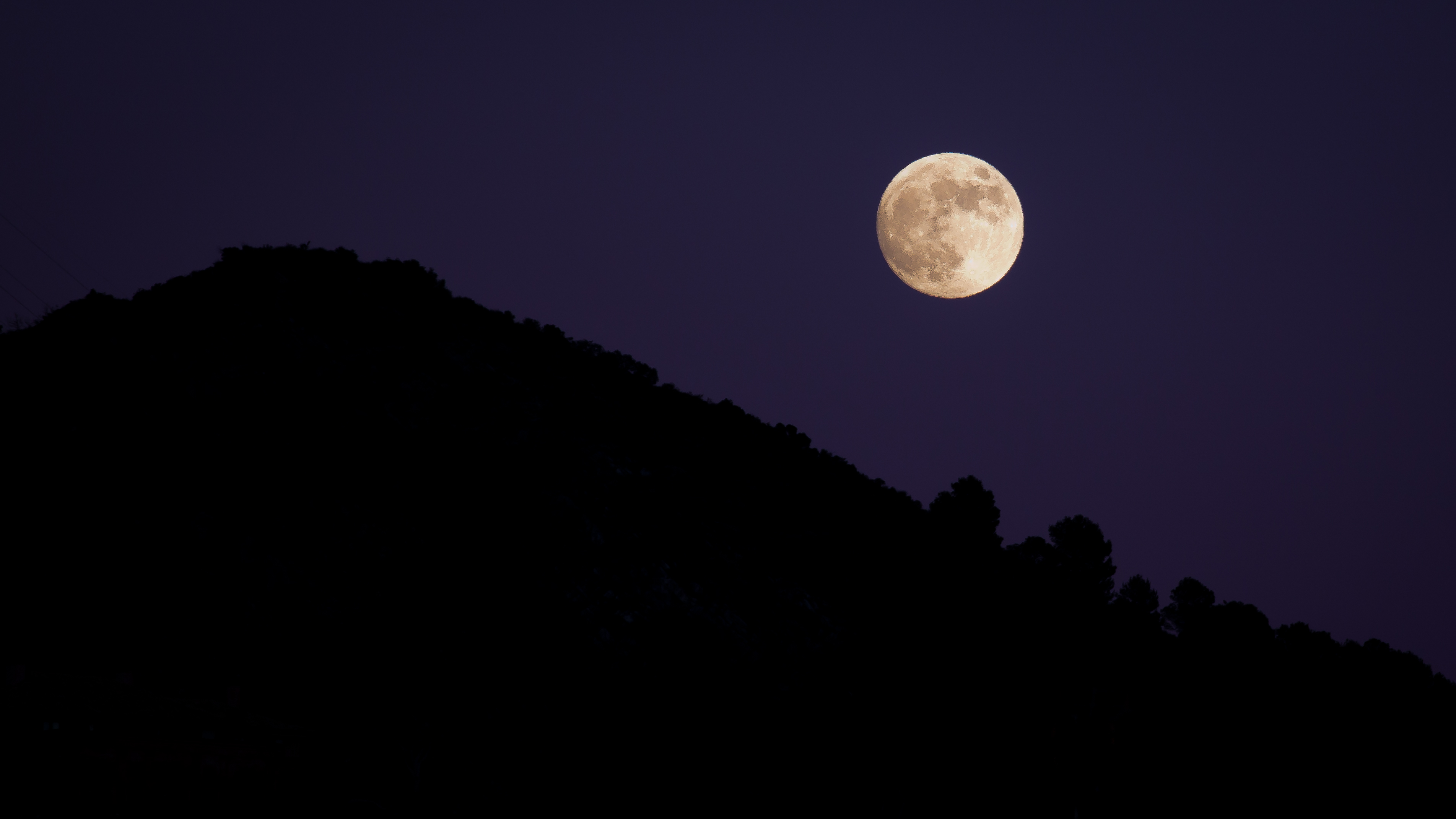
Mylène Farmer interprète Tristana sous un clair de lune lors de sa première tournée.

En 1987, Mylène Farmer interprète Tristana dans plusieurs émissions, dont deux en concert : une pour la Fête de la musique depuis le Trocadéro, et une pour un concert de SOS Racisme au Château de Vincennes.
À chaque fois, elle est entourée de deux danseuses, dont Sophie Tellier.
Tristana n'a été chantée en concert que lors de la première tournée de Mylène Farmer en 1989.
Dans une ambiance brumeuse sous un clair de lune, Mylène Farmer chante le titre entourée de plusieurs danseurs, avec qui elle effectue une chorégraphie. Deux d'entre eux sont vêtus comme des soldats soviétiques, tandis que le reste de la troupe porte des habits de paysans russes.
Ce n'est que 34 ans plus tard que Mylène Farmer rechante Tristana en concert, lors de la tournée des stades Nevermore 2023/2024. Sous un décor de clair de lune, elle interprète la chanson au creux d'une statue géante de corbeau. 

## Albums et vidéos incluant le titre

### Albums de Mylène Farmer
| Année | Album           | Version                                                | Durée          | Certifications de l'album  |
| 1987  | Cendres de lune | Version Album Remix Club Instrumental (réédition 2024) | 4:30 7:10 4:36 | 2 × Or                     |
| 1989  | En concert      | Live 1989                                              | 8:00           | 2 × Or                     |
| 1992  | Dance Remixes   | Remix Club                                             | 7:10           | 2 × Or                     |
| 2001  | Les mots        | Version Album                                          | 4:30           | Diamant · 2 × Platine · Or |
| 2021  | Plus grandir    | Version Album Vidéo-clip                               | 4:30 11:25     | Platine                    |
| 2024  | Nevermore       | Live 2023                                              | 4:39           | Platine                    |
| 2025  | 86-97           | Version Album                                          | 4:37           |                            |

### Vidéos de Mylène Farmer
| Année | Vidéo        | Version    | Durée | Certifications de la vidéo            |
| 1987  | Les clips    | Vidéo-clip | 11:25 | Platine                               |
| 1990  | En concert   | Live 1989  | 7:56  | 2 × Platine (VHS) · 2 × Platine (DVD) |
| 1997  | Music Videos | Vidéo-clip | 11:25 | 3 × Platine (VHS) · Diamant (DVD)     |
| 2024  | Nevermore    | Live 2023  | 6:32  | Diamant                               |

### Compilations multi-artistes
| Année | Compilation multi-artistes | Version       | Durée | Certifications de l'album |
| 1987  | Polystar 4                 | Version Album | 4:28  | Or                        |
| 1987  | Le cadeau de la vie        | Version Album | 4:33  | -                         |